# Picerno
Picerno è un comune italiano di 5 590 abitanti della provincia di Potenza in Basilicata.

## Geografia fisica

### Territorio
- Classificazione sismica: zona 1 (sismicità alta), Ordinanza PCM. 3274 del 20/03/2003

### Clima
Secondo i dati medi del trentennio 1961-1990, la temperatura media del mese più freddo, gennaio, si attesta a +3,5 °C, mentre quella del mese più caldo, ovvero agosto, è di +21,9 °C.
Le precipitazioni medie annue si aggirano sui 650 mm, distribuite mediamente in 90 giorni, con un picco tra l'autunno e l'inverno ed un minimo estivo.
| Picerno                            | Mesi | Mesi | Mesi | Mesi | Mesi | Mesi | Mesi | Mesi | Mesi | Mesi | Mesi | Mesi | Stagioni | Stagioni | Stagioni | Stagioni | Anno |
| Picerno                            | Gen  | Feb  | Mar  | Apr  | Mag  | Giu  | Lug  | Ago  | Set  | Ott  | Nov  | Dic  | Inv      | Pri      | Est      | Aut      | Anno |
| ---------------------------------- | ---- | ---- | ---- | ---- | ---- | ---- | ---- | ---- | ---- | ---- | ---- | ---- | -------- | -------- | -------- | -------- | ---- |
| T. max. media (°C)                 | 6,4  | 7,6  | 10,3 | 14,3 | 19,0 | 23,4 | 26,9 | 27,1 | 22,7 | 17,3 | 11,8 | 8,3  | 7,4      | 14,5     | 25,8     | 17,3     | 16,3 |
| T. min. media (°C)                 | 0,7  | 1,2  | 3,1  | 6,3  | 9,9  | 13,9 | 16,4 | 16,7 | 13,7 | 9,8  | 5,6  | 2,7  | 1,5      | 6,4      | 15,7     | 9,7      | 8,3  |
| Precipitazioni (mm)                | 78   | 42   | 58   | 62   | 40   | 35   | 20   | 21   | 37   | 60   | 93   | 106  | 226      | 160      | 76       | 190      | 652  |
| Giorni di pioggia                  | 10   | 7    | 9    | 8    | 6    | 6    | 3    | 2    | 5    | 8    | 12   | 14   | 31       | 23       | 11       | 25       | 90   |
| Eliofania assoluta (ore al giorno) | 2,8  | 3,9  | 4,0  | 5,2  | 7,3  | 8,4  | 9,7  | 9,1  | 6,6  | 5,5  | 3,8  | 3,0  | 3,2      | 5,5      | 9,1      | 5,3      | 5,8  |

## Storia
Picerno fu fondata intorno al 1000, sulle rovine dell'antica Acerronia, con il toponimo di Pizini. Inizialmente fu concepita come piccola fortezza normanna, cinta da mura difensive. Nel 1331 apparteneva alla contea di Potenza e fu ceduta a titolo di feudo alla famiglia Sanseverino di Tricarico, ai Caracciolo, ai Muscettola e ai Pignatelli di Marsico.
Durante i moti per la Repubblica Partenopea del 1799, Picerno fu il centro di raccolta dei repubblicani della Basilicata occidentale. Con l'imminente caduta della Repubblica, si oppose fermamente all'esercito sanfedista del cardinale Fabrizio Ruffo. Dopo avere subito una pesante sconfitta, alcuni ribelli picernesi si rifugiarono nella Chiesa Madre, ma furono raggiunti e massacrati dagli uomini del brigante Gerardo Curcio da Polla, noto come Sciarpa. Si contarono circa 70 vittime, di cui 19 donne, alle quali seguirono incendi e saccheggi nella città. Dopo questa strenua resistenza, Picerno ricevette l'appellativo di Leonessa della Lucania.
Fu quasi del tutto distrutta dal terremoto del 1857. In seguito ai danni, il centro abitato si sviluppò fuori dalla cinta delle mura antiche. 

## Monumenti e luoghi d'interesse

### Architetture religiose
- Chiesa Madre di San Nicola
- Cappella della Madonna del Carmine
- Cappella di S. Lucia
- Chiesa di S. Pasquale

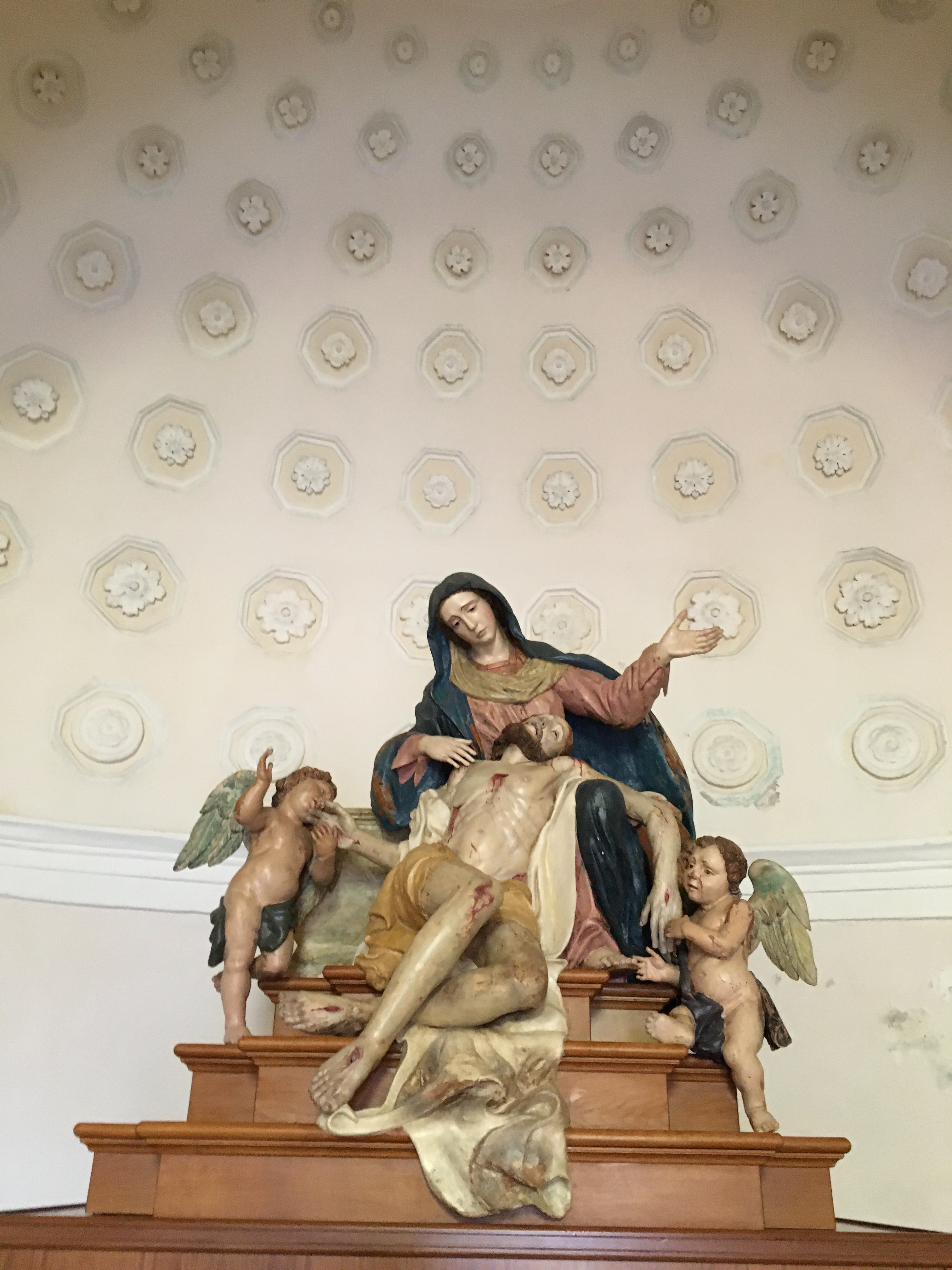
Chiesa della Pietà

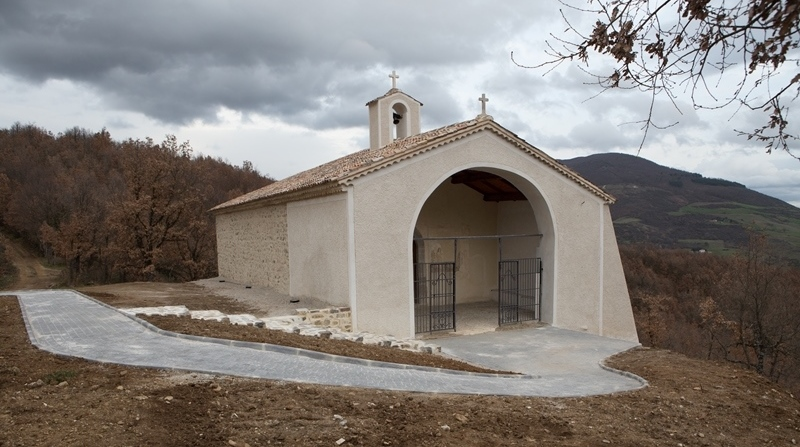
Chiesa del San Salvatore - esterno

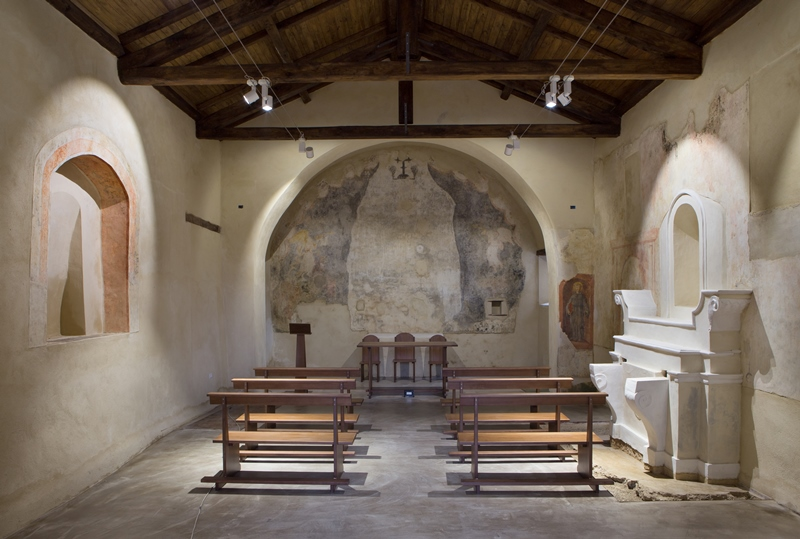
Chiesa del San Salvatore - interno

- Chiesa di S.Antonio e Convento dei Cappuccini
- Chiesa di S. Rocco
- Cappella della Immacolata Concezione
- Chiesa di S. Maria Assunta
- Chiesa del Pantano
- Chiesa di S. Donato
- Chiesa del San Salvatore[8]
- Chiesa della Pietà
- Chiesa della Santissima Annunziata
- Cappella del Rosario
- Cappella privata Villa Caivano

### Architetture civili
- Palazzo Calenda
- Palazzo Iacovelli
- Palazzo Lazzari
- Palazzo Caivano
- Palazzo Salvia
- Palazzo Tarulli
- Palazzo Mancini
- Palazzo Gaimari
- Palazzo Marchi
- Palazzo Scarilli

### Architetture militari

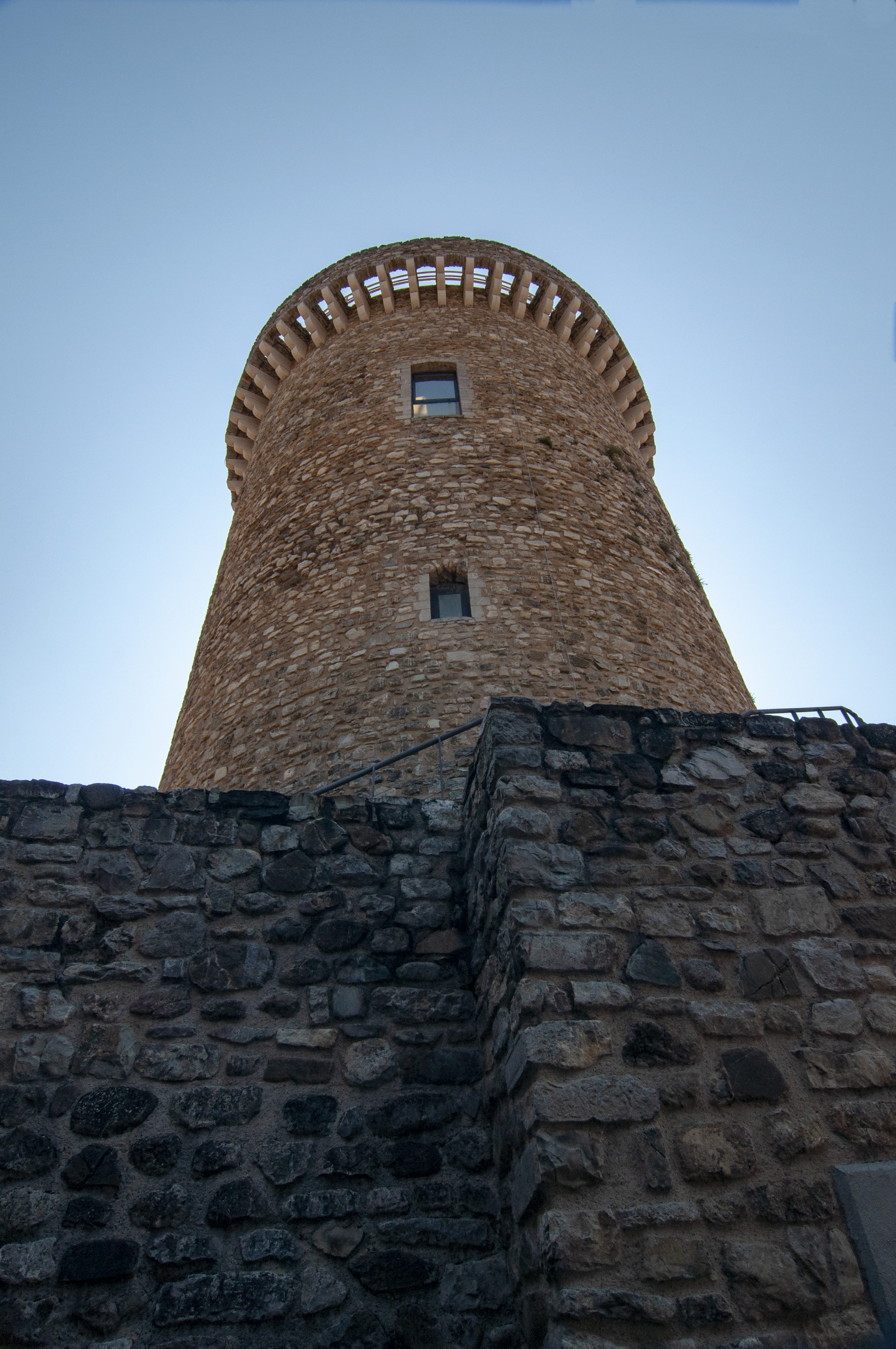
Torre medievale

- Torre medievale
- Torre San Leonardo

### Altro
- Fontana
- Bosco Li Foj
- Fontana Li Foj

## Società

### Evoluzione demografica
Abitanti censiti

### Etnie e minoranze straniere
Al 31 dicembre 2011 a Picerno risultano residenti 80 cittadini stranieri. La nazionalità più rappresentata è quella rumena con 44 cittadini residenti:

### Lingue e dialetti
La popolazione parla un dialetto gallo-italico.

### Religione
La maggioranza della popolazione è di religione cristiana di rito cattolico; il comune appartiene all'Arcidiocesi di Potenza-Muro Lucano-Marsico Nuovo, con una parrocchia.
L'altra confessione cristiana presente è quella evangelica con due comunità:
- Chiesa Pentecostale ADI,
- Chiesa dei Fratelli

## Cultura

### Musei
- Museo del costume tipico tradizionale
- Museo della Comunicazione e del multimediale

### Eventi
Il 10 maggio di ogni anno è un giorno festivo in ricordo dell'eccidio del 1799 e tutti i cittadini picernesi che hanno sacrificato la loro vita per la libertà e la democrazia.

## Economia

### Prodotti tipici

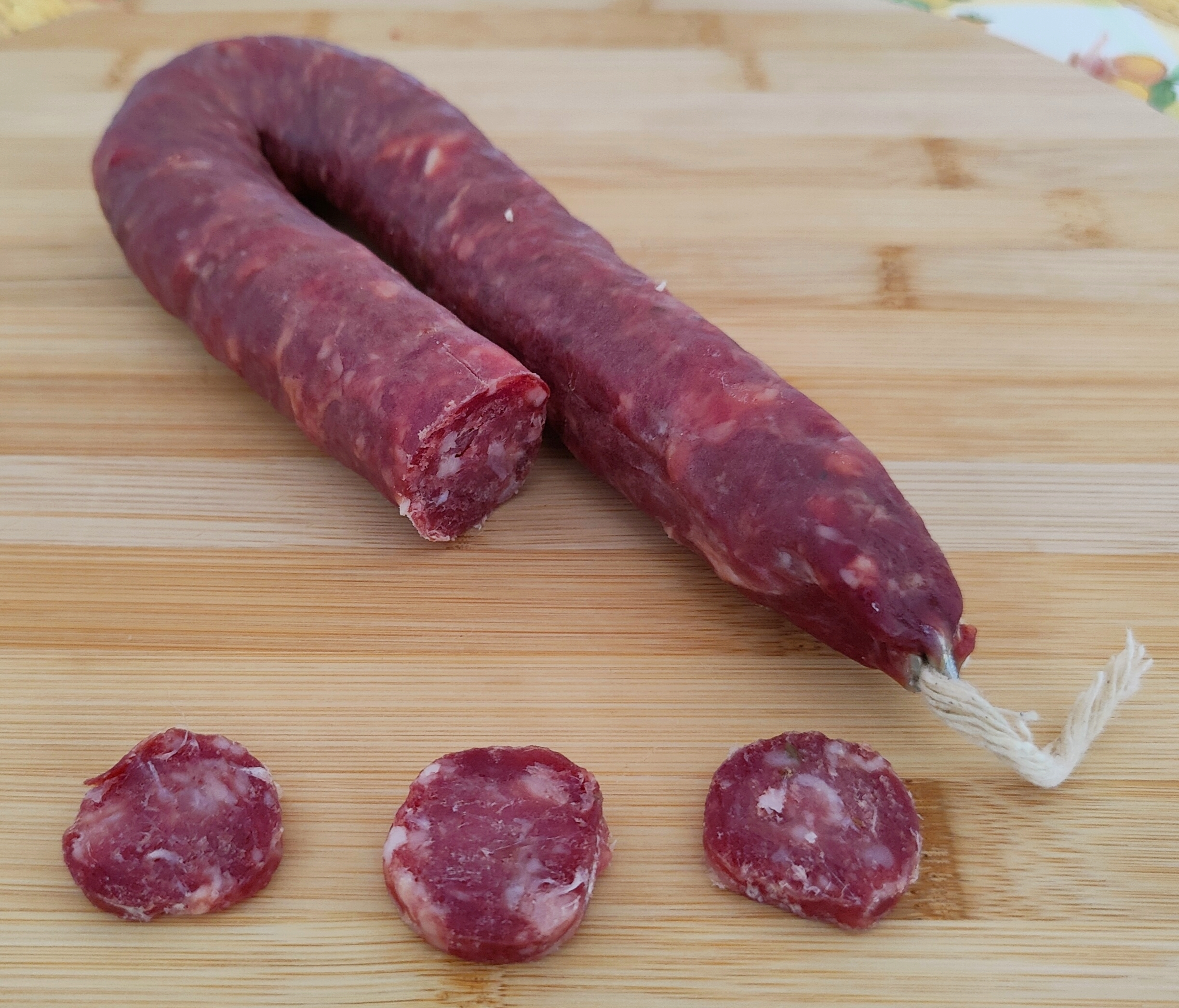
Lucanica di Picerno

Picerno è nota per i suoi insaccati ed occupa circa il 50% della produzione di salumi basilicatesi. Tipica è la salsiccia Lucanica, che si fregia del marchio indicazione geografica protetta (IGP). Tra gli altri salumi sono degni di nota la soppressata, il pezzente, la pancetta e il prosciutto.

## Infrastrutture e trasporti

### Strade
- Raccordo autostradale 5 uscita autostradale di Picerno;
- Strada statale 94 del Varco di Pietrastretta;
- Strada Provinciale 61.

### Ferrovie
- La stazione di Picerno, all'interno del centro abitato principale, è posta sulla linea ferroviaria Salerno-Potenza. L'autobus di ItaloTreno ferma proprio in questa cittadina, allo svincolo Perolla.

## Amministrazione

### Altre informazioni amministrative
Il comune fa parte della Comunità montana Melandro.

## Sport
La squadra di calcio cittadina è l'AZ Picerno, militante in Serie C. Gioca le partite casalinghe allo Stadio Donato Curcio, l'impianto cittadino.